# Nibok

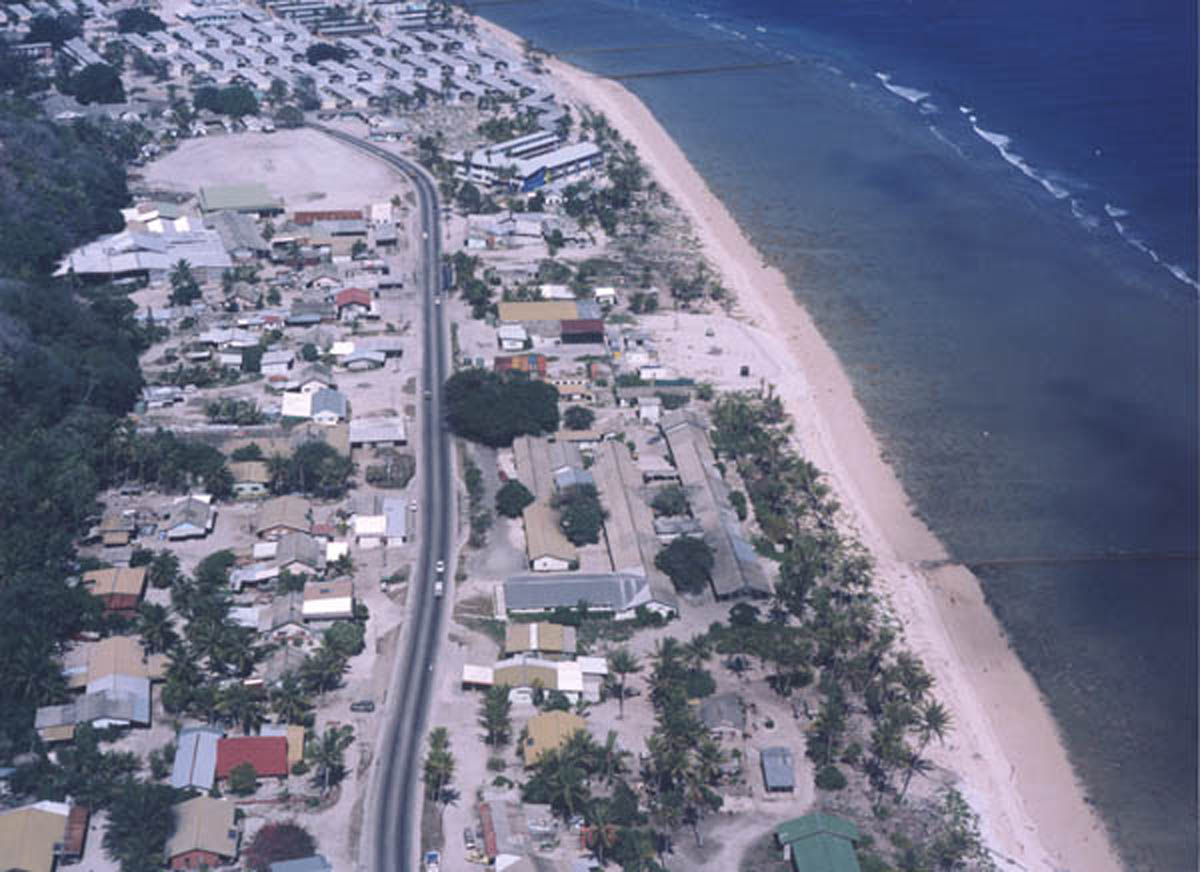
Die Distrikte Denigomodu oben und Nibok unten von Norden aus. Hinten die Unterkünfte der Minenarbeiter

Nibok [ˈniːbœk] ist ein Distrikt des Inselstaats Nauru, im Westen der pazifischen Insel. Er ist 1,6 km² groß und hat 724 Einwohner. Er grenzt im Westen an Denigomodu, im Süden an Buada, im Südosten an Anibare und im Nordosten an Uaboe. In Nibok befinden sich die Phosphatfeldwerke der NPC sowie eine Kapelle und eine Vorschule (Nibok Infant). Nibok ist ein Teil des Wahlkreises Ubenide.